# PGC 55563
LEDA/PGC 55563 (auch IC 4562A) ist eine kompakte elliptische Galaxie vom Hubble-Typ E0 im Sternbild Bärenhüter am Nordsternhimmel. Sie ist schätzungsweise 258 Millionen Lichtjahre von der Milchstraße entfernt und hat einen Durchmesser von etwa 25.000 Lichtjahren. Gemeinsam mit IC 4562 bildet sie ein gebundenes Galaxienpaar.

Im selben Himmelsareal befinden sich u. a. die Galaxien IC 4564, IC 4565, IC 4566, IC 4567.